# 비원 (영화)
비원은 1973년 공개된 대한민국의 영화이다.

## 배역
- 신성일
- 윤미라
- 신일룡